# Сенак, Уинстон
Уинстон Фрэнсис Сенак (англ. Winston Francis Cenac, 14 сентября 1925 — 22 сентября 2004) — государственный деятель и политик из Сент-Люсии, третий премьер-министр Сент-Люсии (1981—1982).
Он занимал должность генерального прокурора Сент-Люсии, Сент-Винсента и Гренадин и Гренады. В 1969 году он оставил государственную службу, чтобы стать адвокатом. Сенак стал генеральным прокурором в администрации Аллана Луизи, когда Лейбористская партия Сент-Люсии пришла к власти в результате выборов 1979 года. Сенак вступил в должность премьер-министра Сент-Люсии после отставки Луизи 4 мая 1981 года. Он занимал эту должность 8 месяцев, пока тоже не был вынужден уйти в отставку 17 января 1982 года. На данному посту его сменил Майкл Пилгрим.

## Биография
В 1936 году получил стипендию на обучение в колледже Святой Марии, а 5 лет спустя получил кембриджский школьный аттестат. Ещё год спустя получил лондонский аттестат зрелости. В 1954 году экстерном поступил в Лондонский университет. В 1957 году был призван в коллегию адвокатов Сент-Люсии. В 1964 году назначен генеральным прокурором Сент-Люсии. Он также служил генеральным прокурором Сент-Винсента и Гренадин в 1967 году. Эту же должность он занимал в Гренаде в 1967 и 1970 годах. В 1971 году Сенак 6 месяцев исполнял обязанности судьи в Сент-Китсе и Невисе. В 1976 году получил статус королевского адвоката.
Будучи премьер-министром Сент-Люсии, Сенак зарегистрировал в реестре сделок и ипотеки документ о том, что он не имеет доли в «Палатах Сенака и Эдварда», где являлся старшим партнёром. После отставки с поста премьер-министра до конца жизни занимался адвокатской практикой. Является автором ведущего в Сент-Люсии труда по земельному праву под названием «Coutume de Paris».
Умер 22 сентября 2004 года. Похоронен на городском кладбище Кастри.

## Семья
Его братом является Невилл Сенак, также известный политик в Сент-Люсии. Он занимал должность генерал-губернатора Сент-Люсии в 2018—2021 годах.